# Отрадне (Жаркаїнський район)
Отра́дне (каз. Отрадное) — село у складі Жаркаїнського району Акмолинської області Казахстану. Адміністративний центр Отрадного сільського округу.
Населення — 309 осіб (2021; 474 у 2009, 694 у 1999, 1021 у 1989).
Національний склад станом на 1989 рік:
- росіяни — 47 %;
- казахи — 24 %.

У радянські часи село називалось Отрадний.